# Ле-Рё
Ле-Рё (фр. Le Rœulx, валлон. El Rû) — коммуна в Валлонии, расположенная в провинции Эно, округ Суаньи. Принадлежит Французскому языковому сообществу Бельгии. На площади 42,80 км² проживают 7977 человек (плотность населения — 186 чел./км²), из которых 48,77 % — мужчины и 51,23 % — женщины. Средний годовой доход на душу населения в 2003 году составлял 12 947 евро.
Почтовый код: 7070. Телефонный код: 064.